# Christophe Evano
Christophe Evano (né le 8 octobre 1971) est un ancien joueur professionnel de basket-ball français.

## Biographie
Il a été de 2000 à septembre 2009 animateur technique départemental (ATD) auprès du comité d'Ille-et-Vilaine de Basketball où il s'occupait de la formation des cadres (animateurs, initiateurs) ainsi que de la formation des jeunes. Ainsi il supervise les sélections départementales benjamines et benjamins.
De 2009 à 2011, Christophe Evano est assistant de Jacques Commères en équipe de France Cadets garçons (moins de 18ans) à l'INSEP. Depuis 2011, il est CTS en Bretagne et assistant de l'Équipe de France 
U20 garçons (médaille de bronze en 2012 et médaille d'argent en 2013).

## Carrière joueur
- 1986-1991 :  CEP Lorient (N 1 A puis N 1 B)
- 1991-1992 :  Hermine de Nantes (N 1 B)
- 1992-1994 :  Cholet Basket (Pro A)
- 1994-1996 :  ASVEL Lyon-Villeurbanne (Pro A)
- 1996-1997 :  JL Bourg-en-Bresse (Pro B)
- 1997-1998 :  Hyères-Toulon VB (Pro B)
- 1998-1999 :  COB Saint-Brieuc (Pro B)
- 1999-2005 :  Aurore de Vitré

## Carrière entraineur
- 2010-2011 :  Centre fédéral (assistant)
- 2011-2013 :  France -20 ans
- 2012-2015 :  CO Pacé (Nationale 3)
- 2015-2020 :  Pays de Fougères (Nationale 3 et Nationale 2)
- 2020-2021: CS Servon

## Palmarès
- Vainqueur de la coupe de France en 1996
- Vice champion de France en 1996
- Finaliste de la semaine des AS en 1992
- 1/2 finaliste de la coupe des coupes en 1994
- 1/2 finaliste de la coupe Korac en 1996